# دينيسي كاري
دينيسي كاري (بالإنجليزية: Denise Curry) (و. 1959  م) هي لاعبة كرة سلة، ومدربة كرة سلة أمريكية، ولدت في فورت بنتون، شاركت في الألعاب الأولمبية الصيفية 1984، وكأس العالم لكرة السلة للنساء 1983، ودورة الألعاب الأمريكية 1983، ودورة الألعاب الأمريكية 1979، وكأس العالم لكرة السلة للنساء 1979، والألعاب الجامعية الصيفية 1981، مركز لعبها هو لاعبة هجوم صغيرة الجسم.

## جوائز
حصلت على جوائز منها:
- قاعة مشاهير كرة السلة للسيدات  [لغات أخرى]‏.

## روابط خارجية
- دينيسي كاري على موقع الاتحاد الدولي لكرة السلة (الإنجليزية)
- دينيسي كاري على موقع كلية كرة السلة في سبورتس رفرنس.كوم (الإنجليزية)
- دينيسي كاري على موقع بروبوليرز (الإنجليزية)
- دينيسي كاري على موقع قاعة مشاهير كرة السلة للسيدات (الإنجليزية)
- دينيسي كاري على موقع كلية كرة السلة في سبورتس رفرنس.كوم (الإنجليزية)
- دينيسي كاري على موقع سبورتس رفرنس (الإنجليزية)
- دينيسي كاري على موقع اللجنة الأولمبية الدولية (الإنجليزية)
- دينيسي كاري على موقع أوليمبيديا (الإنجليزية)